# Nel deserto
Nel deserto è un romanzo di Grazia Deledda, uscito a puntate su Nuova Antologia, nn. 235-236 e pubblicato in volume dall'editore Treves di Milano nel 1911.

## Trama
Lia lascia il suo paesino della Sardegna e si stabilisce a Roma, presso lo zio Luigi Asquer, che vive in quella città  da decenni e, ormai vecchio, è bisognoso di cure e di affetto. Lia vive la sua nuova vita in città, ma le sembra un deserto peggiore anche del suo paesino, dove alla fine tornerà.
Nel deserto finora rimane uno dei romanzi deleddiani meno fortunati, esplicitamente svalutato dalla critica, come è successo ad altri romanzi deleddiani soprattutto degli esordi giovanili e agli ultimi di argomento non isolano. Eppure, come scrive Giulio Angioni "si possono trovare anche qui tutti i grandi e frequentati temi più tipici della narrativa e della visione del mondo dell'autrice, già da molti e spesso segnalati: dalla famiglia decaduta all'amore difficile per differenze di ceto e di censo, dalla contesa tra giovani e vecchi a quella tra servi e padroni, dalle difficoltà della donna giovane all'uscita dall'adolescenza al conflitto tra vecchio e nuovo nella forma del mondo agropastorale sardo patriarcale-matriarcale e il mondo borghese cittadino individualista, per non dire del conflitto tra bene e male e tra volontà individuale e destino, colpa, rimorso ed espiazione".

## Edizioni
- Grazia Deledda, Nel deserto, Milano, Treves. 1911
- Grazia Deledda, Nel deserto, a cura e con prefazione di Giulio Angioni, Nuoro, Ilisso, Bibliotheca sarda, 2007
- Grazia Deledda, Nel deserto, a cura di Maria Elvira Ciusa, Olbia, Ethos, 2012